# Brandy Ledford

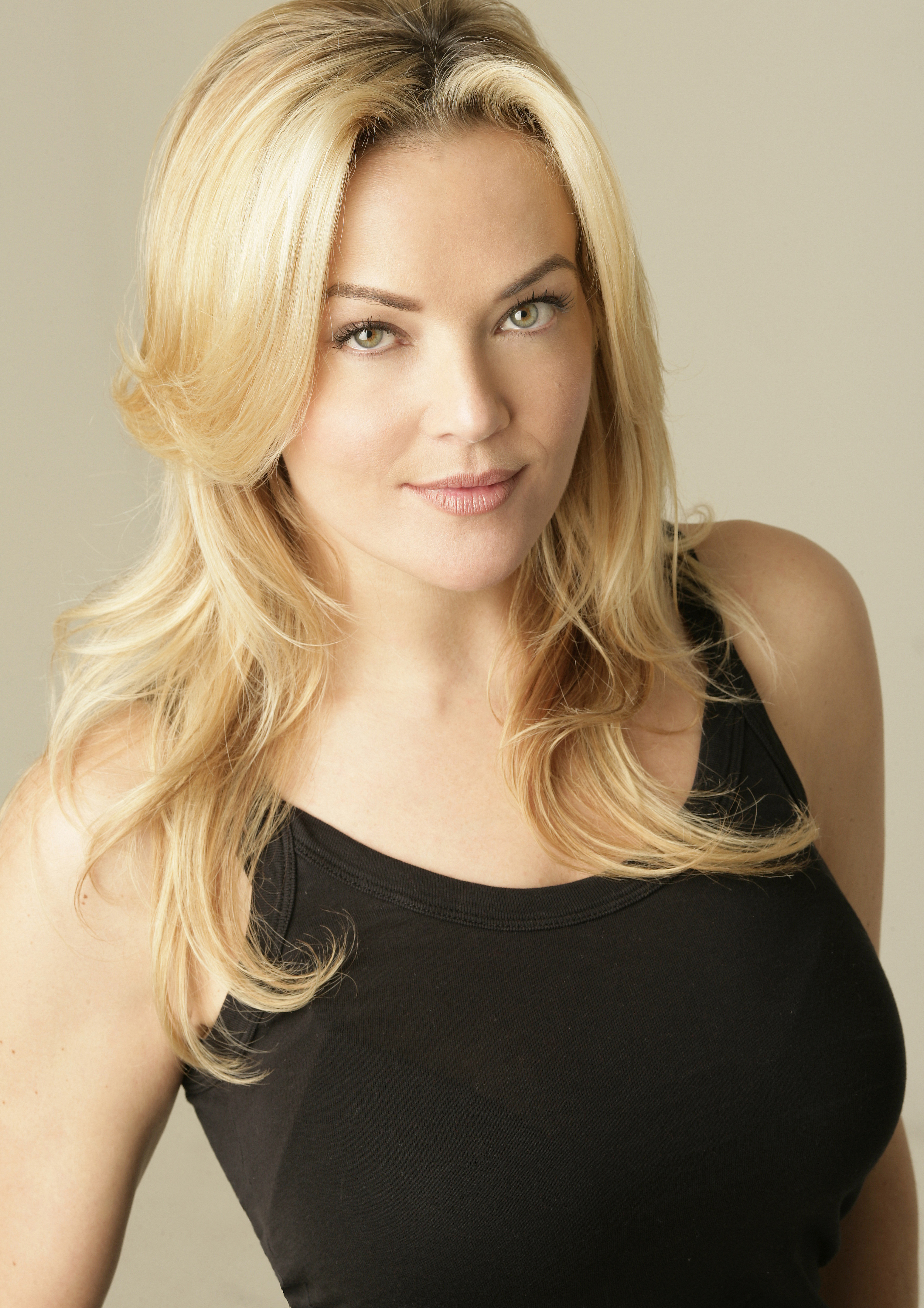
Brandy Ledford im Jahr 2007

Brandy Lee Ledford (* 4. Februar 1969 in Denver) ist eine US-amerikanisch-kanadische Schauspielerin und Erotikmodel.

## Leben und Leistungen
Ledford trat zunächst als Tänzerin auf, arbeitete jedoch auch unter dem Namen Jisel als Model. Im Jahr 1992 wurde sie zum Penthouse Pet of the Year gewählt. Als Schauspielerin debütierte sie in einer kleinen Nebenrolle an der Seite von Sylvester Stallone, Sandra Bullock und Wesley Snipes im Science-Fiction-Actionfilm Demolition Man aus dem Jahr 1993. Im Thriller Killing for Love (1995) spielte sie eine größere Rolle.
Im für das Fernsehen produzierten Actionfilm First Target – Anschlag auf den Präsidenten (2000) war Ledford an der Seite von Daryl Hannah in einer größeren Rolle zu sehen. Im Thriller Zebra Lounge (2001) spielte sie eine Frau, die gemeinsam mit ihrem Ehemann sowie mit den Eheleuten Louise Bauer (Kristy Swanson) und Jack Bauer (Stephen Baldwin) Partnertausch ausprobiert. Ihre Rolle in der Fernsehserie Whistler, in der sie in den Jahren 2006 und 2007 auftrat, brachte ihr im Jahr 2007 Nominierungen für den Gemini Award und für den Leo Award.
Ledford war bis zum Jahr 2004 mit dem kanadischen Schauspieler Martin Cummins verheiratet und hat einen Sohn. Sie besitzt die US-amerikanische und die kanadische Staatsangehörigkeit.

## Filmografie (Auswahl)
- 1993: Demolition Man
- 1993: Tödliche Therapie (Indecent Behavior)
- 1995: Killing for Love
- 1996: Blitzschlag im Cockpit – Katastrophe in den Wolken (Panic in the Skies!)
- 1997–1998: Fast Track (Fernsehserie, 22 Folgen)
- 1999–2000: Baywatch – Die Rettungsschwimmer von Malibu (Baywatch, Fernsehserie, 22 Folgen)
- 2000: First Target – Anschlag auf den Präsidenten (First Target)
- 2000: We All Fall Down
- 2001: Strange Frequency
- 2001: Rat Race – Der nackte Wahnsinn (Rat Race)
- 2001: Zebra Lounge
- 2001: Smallville (Smallville, Fernsehserie, Folge 1x16)
- 2001–2002: Invisible Man – Der Unsichtbare (The Invisible Man, Fernsehserie, 17 Folgen)
- 2002: Wenn wir uns wieder sehen (We’ll Meet Again)
- 2004: Das Beben (Faultline)
- 2004: Stargate – Kommando SG-1 (Stargate SG-1, Fernsehserie, Folge 8x10)
- 2005: Stargate Atlantis (Fernsehserie, Folge 2x19)
- 2004–2005: Andromeda (Fernsehserie, 20 Folgen)
- 2006–2007: Die Geheimnisse von Whistler (Whistler, Fernsehserie, 8 Folgen)
- 2009: Modern Family (Fernsehserie, Folge 1x02)
- 2013: Navy CIS: L.A. (NCIS: Los Angeles, Fernsehserie, Folge 4x11)